# 1864年鐵路
此條目列出1864年發生有關鐵路運輸的事件。

## 事件

### 1月
- ：中央太平洋鐵路（英语：Central Pacific Railroad）首次引入華工建造鐵路。

### 6月
- ：荷屬東印度首條鐵路鋪軌。
- 6月13日：漢默史密斯及城市鐵路通車。

### 8月
- 8月24日：美國設立首個鐵路郵局（英语：Railway post office）。